# Leiling
Leiling (kinesiska: 雷岭) är en köping i sydöstra Kina. Den ligger i stadsdistriktet Chaonan i staden Shantou i provinsen Guangdong, omkring 320 kilometer öster om provinshuvudstaden Guangzhou. Antalet invånare är 34 254. Befolkningen består av 17 080 kvinnor och 17 174 män. Barn under 15 år utgör 33 %, vuxna 15-64 år 61 %, och äldre över 65 år 5,0 %.